# Heuvelreeks
De Heuvelreeks is een deels vergaan artistiek kunstwerk in Amsterdam-Noord. 
Kunstenaar Jaap van Hunen maakte voor de wijk Molenwijk een zevental keerwanden om heuvels langs het fietspad (dat ook Molenwijk heet) levend te houden en te benadrukken. De reeks stamt uit de jaren 1975-1977 en is gemaakt van grindbeton. Wat niet wenselijk was, maar wat wel gebeurde was dat de heuvels wegstroomden of weggespoeld werden, ook is het mogelijk dat ze bij schoonmaakacties in de wijk afgegraven zijn. Daarbij werden de kunstobjecten een bijna tweedimensionale weergave van de heuvelen. Ze staan langs een fietspad dat door de wijk slingert langs flats Walmolen, Torenmolen en Paltrok.
Jaap van Hunen (Jacobus T. van Hunen, Arnhem, 1941) staat bekend als omgevingskunstenaar met werk in openbare ruimten in Nijmegen (labyrinth op de Waalkade), Voorst en Utrecht.